# Sundini
De Sundini is een zeestraat die de Faeröerse eilanden Streymoy en Eysturoy van elkaar scheidt. De zeestraat is ongeveer 37 kilometer lang. In de zeestraat staat soms een sterke stroming als gevolg van de getijden, het smalste deel van de Sundini wordt daarom weleens 'Streymin' genoemd, wat letterlijk 'de stroom' betekent. De enige brug over de zeestraat is naar dit smalle gedeelte vernoemd, de Streyminbrug.